# گاستن (اورگن)
گاستن (به انگلیسی: Gaston) شهری در شهرستان واشنگتن ایالت اورگن است و در سرشماری سال ۲۰۱۱ میلادی، ۶۳۷ نفر جمعیت داشته که نسبت به سال ۲۰۱۰، ۰٫۴۷ درصد رشد جمعیت داشته‌است.